# فلاور پات (آریزونا)
فلاور پات (به انگلیسی: Flower Pot) یک منطقهٔ مسکونی در ایالات متحده آمریکا است که در آریزونا واقع شده‌است. فلاور پات ۱٬۳۸۶ متر بالاتر از سطح دریا واقع شده‌است.